# 阿代卡爾區
36°41′N 4°40′E / 36.683°N 4.667°E

阿代卡爾區（阿拉伯语：‎），是阿爾及利亞的行政區，位於該國北部，由貝賈亞省負責管轄，首府設於阿代卡爾，面積363平方公里，2008年人口24,105人，人口密度每平方公里66人。